# Graminorthezia subnigrispinis
Graminorthezia subnigrispinis är en insektsart som först beskrevs av Beingolea 1971.  Graminorthezia subnigrispinis ingår i släktet Graminorthezia och familjen vaxsköldlöss.
Artens utbredningsområde är Peru. Inga underarter finns listade i Catalogue of Life.